# Преображенка (Бузулукский район)
Преображе́нка — село в Бузулукском районе Оренбургской области России. Административный центр муниципального образования сельского поселения Преображенский сельсовет.

## География
Удалённость от районного центра и ближайшей ж/д станции — 55 км.
Расстояние до областного центра — 350 км.

## История
Село на речке, которая в прошлом называлась Карамзинкой, впадающей в Кондузлу. Основано в 1743 году отцом писателя  историка — Михаилом Егоровичем Карамзиным. От его имени вначале называли Михайловкой, затем Карамзихой. Преображенкой стали называть после 1786 года, в честь постройки церкви с престолом во имя Преображение Господне. 12 декабря 1766 года в этом селе родился и прожил первые 4 года русский писатель и историк Николай Михайлович Карамзин, автор «Истории государства Российского». В 1773—1774 годах крестьяне Михайловки активно участвовали в Пугачёвском бунте, из-за чего семейству Карамзиных пришлось спешно перебраться в Симбирск. В дальнейшем, после подавления бунта, в семейном поместье Михайловке-Преображенке, проживал брат писателя и историка, Федор Михайлович Карамзин. Он владел здесь 330 душами крепостных крестьян и имел 8600 десятин земли. Было у него 6 дочерей и единственный сын Николай Федорович, 1800 года рождения. После завершения образования в уездном училище Николай Федорович Карамзин окончил Пажеский корпус и с 1822 года служил прапорщиком в Екатеринославском гренадерском полку. В 1829 году он оставил военную службу и ушёл в отставку, после чего вернулся в родное имение в Преображенку, где стал заниматься хозяйством. В январе 1833 года Карамзин дал согласие на избрание на три года на должность судьи Бузулукского уездного суда. Служил Николай Федорович достойно, поскольку в феврале 1835 года был награждён орденом Святого Станислава 4 степени за безупречную службу. Николай Федорович трижды избирался предводителем уездного дворянства, каждый раз на 3 года, без получения жалованья. Заведовал сословными делами дворянства и дворянской опекой. Одно время он фактически руководил всей уездной исполнительной властью, включая полицию, был председателем уездного тюремного комитета. В 1842 году за особые заслуги в содействии при рекрутском наборе в Оренбургской губернии, Карамзину было объявлено высочайшее благоволение, в 1843 году он получил чин титулярного советника и пожалован в звание камер-юнкера двора Его Императорского величества. В 1848 году Карамзин был определён почётным смотрителем Троицкого уездного училища в Оренбургской губернии. Последней должностью в государственной службе Николая Федоровича Карамзина была должность председателя Самарской палаты гражданского суда, полученная им 13 августа 1854 года. Далее подвело здоровье. Карамзин страдал сильной поясничной болью затяжного характера, из-за чего неделями не мог бывать на службе. В декабре 1855 года он ушёл в очередной отпуск на 28 дней, а по состоянию здоровья вернуться к работе уже не смог. В январе 1856 года им было представлено губернатору свидетельство о своей болезни, а с 29 июня 1856 года высочайшим приказом по гражданскому ведомству Карамзин был уволен с государственной службы «по домашним обстоятельствам». По спискам населённых мест Самарской губернии в 1890 году в Преображенке числилось 184 двора, проживало 1196 жителей. В начале XX века последним помещиком Преображенки был родственник Карамзиных Дмитрий Васильевич Обухов.

## Достопримечательности
Обелиск воинам-землякам, погибшим на фронтах ВОВ в 1941—1945 гг.
Открыт 9 мая 1975 г. Заказчиком выступил колхоз имени Дзержинского. Кирпичная стела, заштукатуренная цементом, побелено известью. Перед стелой на постаменте стоит памятник — солдат с автоматом, сделан из гипса, покрашен серебрянкой: справа и слева от памятника (солдата) 2 мемориальные плиты с высеченными фамилиями погибших земляков в Великой Отечественной войне.

## Учреждения социальной сферы
- Муниципальное образовательное  бюджетное учреждение «Преображенская средняя общеобразовательная  школа».
- Муниципальное дошкольное  образовательное учреждение «Детский сад «Журавлик».
- УФПС Оренбургской области филиал ФГУП «Почта России»».
- Врачебная амбулатория.